# オオサンショウウオ属
オオサンショウウオ属（オオサンショウウオぞく、Andrias）は、有尾目オオサンショウウオ科に含まれる属。

## 分布
日本、中華人民共和国。
化石種A. matthewiは北米で、A. scheuchzeriはヨーロッパで発見されている。

## 分類
以前は化石種をAndrias、現生種をMegalobatrachusとして分割されていた。しかし形態から化石種と現生種に大きな差異はないとして、同属とする説が有力。AndriasとMegalobatrachusは同じ論文で記載されたが、Andriasの方が前の頁に記述があることからMegalobatrachusはシノニムとされる。
かつて中国のオオサンショウウオ属の種は一種のみと考えられていたが、実際には複数種がいることが判明した。
- Andrias cheni Qimen giant salamander
- Andrias davidianus チュウゴクオオサンショウウオ Chinese giant salamander
- Andrias japonicus オオサンショウウオ Japanese giant salamander
- Andrias jiangxiensis Jiangxi giant salamander
- Andrias sligoi スライゴオオサンショウウオ（英語版）[6]
- Andrias matthewi（化石種。史上最大のオオサンショウウオで最大全長2.3メートルに達すると推測されている[2]）
- Andrias scheuchzeri（化石種。発見された化石は、スイスの学者ヨハン・ヤーコブ・ショイヒツァー "Johann Jakob Scheuchzer" の主張により、ノアの洪水で死んだ人間の骨だということに一時期はされていた。しかしショイヒツァーの死から80年近くたった1811年にフランスのジョルジュ・キュヴィエによりオオサンショウウオであることが示された）

2024年7月1日より、A. japonicusを除くオオサンショウウオ属および交雑種が特定外来生物に指定される。